# Lodewijk Hendrik Siertsema
Lodewijk Hendrik Siertsema (Nieuw-Scheemda, 29 maart 1786 - Oostwold, 12 april 1840 ) was een Groningse burgemeester (maire).

## Biografie
Dr. Lodewijk Hendrik Siertsema was een zoon van de predikant van Nieuw-Scheemda, ds. Tiddo Waldrik Siertsema (1752-1842) en Johanna Harmanna Hillegonda Wijchgel (1756-1830). Siertsema stamde zowel via vader als moeder uit Gronings patriciaat. Hij trouwde in 1807 te Eexta met Anna Margaretha Emmen (1788-1822), dochter van dr. Cornelis Hendrik Emmen en Anna Margaretha Tjaden.
Lodewijk groeide op in Eexta, waar zijn vader intussen predikant was geworden. Hij studeerde rechten (Hedendaags en Romeins recht) te Groningen en promoveerde in 1807 op het 38 pagina's tellende proefschrift Specimen iuridicum inaugurale, de effectu cessionis ususfructus factae extraneo (Groningen 1807), waarna hij zich vestigde als advocaat in Groningen. De familie Siertsema had uitgebreide bezittingen in Eexta en Oostwold; zijn vader kocht bovendien in 1808 de buitenplaats 'Vredenhoven' te Eexta.
Siertsema werd na de inlijving van Nederland in het Franse Keizerrijk in 1811 benoemd tot maire van de gemeente Midwolda, waartoe tevens de dorpen Finsterwolde en Oostwold behoorden. Zijn adjunct-maires waren Jan Nies en Derk Sibolts (Hovinga). Kort daarna werd hij griffier van het vredegericht te Winschoten. Zijn oudste kinderen werden echter in Groningen gedoopt. Hij vestigde zich pas in 1815 op de deftige boerderij 'Huningaheerd', die zijn vader uit de nalatenschap van de familie Sparringa had verkregen. Ook was hij administrerend kerkvoogd.
- Gemeinsame Normdatei: 1146041020
- International Standard Name Identifier: 0000 0003 9558 862X
- Nederlandse Thesaurus van Auteursnamen: 072559756
- Virtual International Authority File: 290361741
- WorldCat: E39PBJk93CWKjjGDCG3dQk8wG3